# Polyporus meridionalis
Polyporus meridionalis är en svampart som först beskrevs av A. David, och fick sitt nu gällande namn av H. Jahn 1980. Polyporus meridionalis ingår i släktet Polyporus och familjen Polyporaceae.   Inga underarter finns listade i Catalogue of Life.